# Mit o Trentren-Vilu i Caicai-Vilu

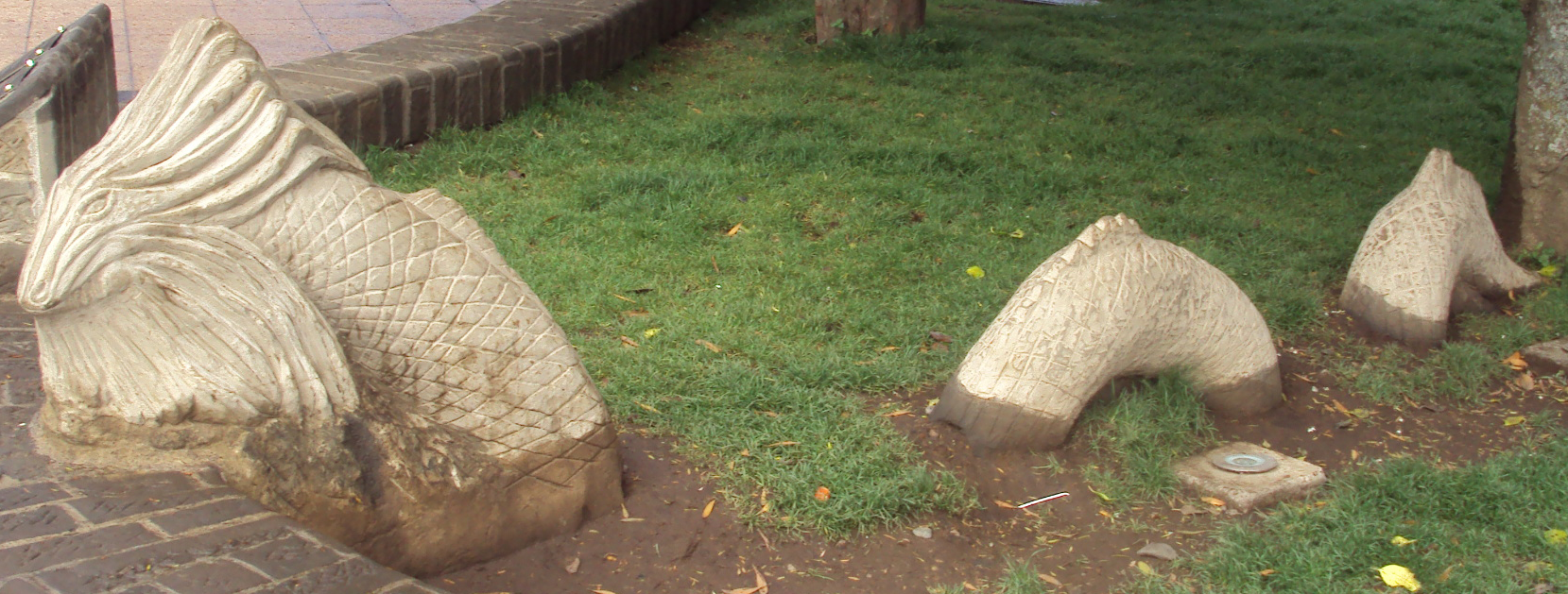
Caicai-Vilu

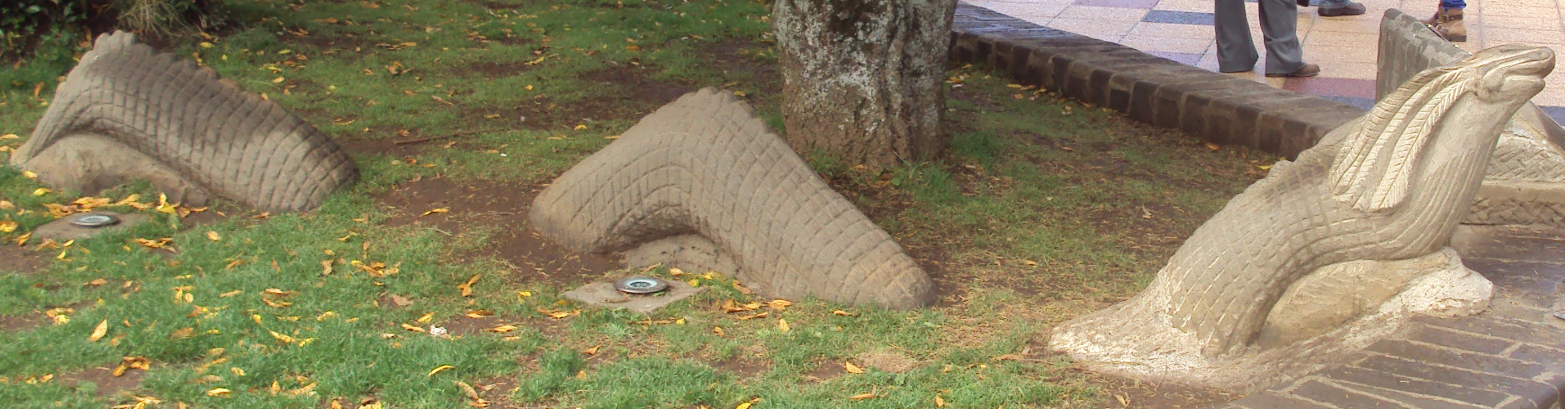
Trentren-Vilu

Mit o Trentren-Vilu i Caicai-Vilu – jeden z mitów Mapuczów. Opowiada on o stworzeniu tak zwanego drugiego świata, czyli – w mitologii Mapuczów – świata w dzisiejszej postaci.

## Treść
Głównymi postaciami są Trentren-Vilu (w języku oryginalnym: Trengtrengfilu) i Caical-Vilu (w języku oryginalnym: Kaykayfilu). Są to dwie potężne postaci mitologiczne, występujące pod postacią węża. Pierwszy z nich jest stworzeniem lądowym, uosobieniem ziemi, ognia i wulkanów, drugi zaś panował w wodzie. Są oni potomstwem pillanów, bóstw za karę zamienionych w węże. Byli swoimi śmiertelnymi wrogami. 
Pewnego dnia, w czasach, kiedy żyli tylko Mapucze, Caicai-Vilu poczuł się urażony tym, jak ludzie traktują morze podczas wypraw łodziami. Zdecydował się więc zalać wodą całą ziemię i zniszczyć tym samym gatunek ludzki. Trentren-Vilu pomógł ludziom, są jednak różne wersje, jak tego dokonał. Według jednej wersji, część z ludzi przemienił w ptaki, ryby lub skały, tak by mogli ochronić się przed powodzią. Według drugiej wersji, spisanej w 1674, uczynił z góry statek powietrzny, który poszybował ku słońcu. Mimo tego, że ocaliło to Mapuczów przed utonięciem, wielu z nich zmarło na skutek poparzenia przez Słońce. 
Następnie rozpoczęła się wieloletnia bitwa pomiędzy oboma wężami – została ona zakończona, dopiero gdy opadły one z sił. Jej wynik był nierozstrzygnięty, a na jej skutek ukształtowała się górzysta powierzchnia dzisiejszego Chile.

## Wymowa
Mit ten jest uważany za przykład potyczki dobra ze złem. Tom Dillehay wskazuje ponadto na fakt, że w micie tym jest przykład współpracy ludzi z postaciami mitologicznymi w kształtowaniu obrazu współczesnego świata. Bez tej współpracy dzisiejszy świat by nie istniał.